# 広島鎮台

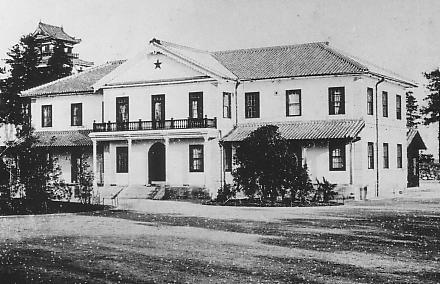
広島城内に置かれた鎮台。のち第5師団、広島大本営に用いられた。

広島鎮台（ひろしまちんだい）は、1873年から1888年まであった日本陸軍の部隊で、当時6つあった鎮台の一つである。広島に本営を置き、中国地方西部と四国地方に相当する第5軍管を管轄した。1888年の鎮台廃止により第5師団に引き継がれた。

## 広島鎮台の発足
明治初めの陸軍は、反乱鎮圧と対外防衛のための備えとして、全国に鎮台を配置した。広島鎮台は、1873年7月に4鎮台から6鎮台に数を増やしたときに設けられた。各鎮台が担当する地域を軍管といい、広島鎮台は中国地方の西部と四国地方に相当する第5軍管を管轄した。第5軍管は2つの師管に分けられた。中国地方にあたる地域が、鎮台直轄の第11師管で、歩兵第11連隊が置かれた。四国地方は丸亀を本営とする第12師管で、歩兵第12連隊が置かれた。鎮台にはほかに砲兵第5大隊、工兵第5小隊、輜重兵第5小隊、そして下ノ関の海岸砲隊が属した。騎兵はない。人員の総数は平時4340人、戦時6410人と定められた。しかし定員は計画上のもので、この時点で広島鎮台に歩兵連隊はなく、実際の充足にはなお時を要した。
しかし、発足の翌1874年（明治7年）2月5日には、営内より出火。屯営の過半が焼失した。

## 1885年改正
1885年5月18日制定・公布の明治18年太政官達第21号による鎮台条例改正で、6つの鎮台の兵力が均一にそろえられた。各鎮台の主力は歩兵2個旅団（4個連隊）で、これに騎兵と砲兵が各1個連隊、工兵と輜重兵が各1個大隊加わる。歩兵連隊は広島に第11と第21の2つ、四国に第12（丸亀）と第22（松山）と二分したが、他兵科は広島に集中した。
しかし以上も計画であり、1885年段階で編成が完了していた歩兵連隊は、従来からの第11と第12連隊だけであった。あとの2つは、前年に歩兵第1大隊の編成ができたばかりで、3つの大隊がそろったのは鎮台が廃止になる1888年のことであった。

## 鎮台の廃止と師団への移行
1888年、鎮台条例は廃止になり、かわって師団司令部条例などが一斉に施行された。広島鎮台は、そのまま第5師団に移行した。日清戦争時には広島大本営となった。

## 部隊の編制

### 1873年
1873年（明治8年）4月7日改訂の「六管鎮台表」による。
- 広島鎮台（広島）
  - 歩兵第11連隊（広島）　1875年9月に編成[7]
  - 歩兵第12連隊（丸亀）　1875年9月に編成[7]
  - 砲兵第5大隊
  - 工兵第5小隊
  - 輜重兵第5小隊
  - 下ノ関砲隊

### 1885年
鎮台条例の付表である「七軍管兵備表」と「諸兵配備表」による。戦時には常備軍と同じ構成（補充隊は欠く）の後備軍が編成される予定であった。
- 広島鎮台（広島）
  - 歩兵第9旅団（広島）
    - 歩兵第11連隊（広島）
    - 歩兵第21連隊（広島）　1888年に編成完了[6]

  - 歩兵第10旅団（松山）
    - 歩兵第12連隊（丸亀）
    - 歩兵第22連隊（松山）　1888年に編成完了[6]

  - 騎兵第5連隊（広島）
  - 砲兵第5連隊（広島）
  - 工兵第5大隊（広島）
  - 輜重兵第5大隊（広島）
  - 歩兵補充隊4個大隊
  - 騎兵補充隊1個中隊
  - 砲兵補充隊1個中隊
  - 輜重兵補充隊1個中隊

## 人事

### 司令長官
- （御用取計）品川氏章 中佐：明治6年4月13日 - 明治6年11月
- （心得）高橋勝政 大佐：明治6年11月17日 - 明治7年2月8日
- 井田譲 少将：明治7年2月8日 - 明治7年10月30日
- （心得）高橋勝政 大佐：明治7年11月10日 - 明治9年10月26日
- 三浦梧楼 少将：明治9年10月26日 - 明治11年12月14日
- 井田譲 少将：明治11年12月14日 - 明治12年9月25日

### 司令官
- 井田譲 少将：明治12年9月25日 - 明治13年3月8日
- 黒川通軌 少将：明治13年4月29日 - 明治15年2月6日
- 野崎貞澄 少将：明治15年2月6日 - 明治18年5月21日
- 野津道貫 中将：明治18年5月21日 - 明治21年5月12日（明治21年5月14日第5師団長）

### 参謀長
- 高橋勝政 大佐：明治7年2月8日 - 明治7年11月10日
- （欠員）：明治9年11月24日 - 明治10年1月18日
- 中村重遠 中佐：明治10年1月18日 - 明治10年3月14日
- 土屋可成 大佐：明治11年11月18日 - 明治13年4月20日
- 国司順正 大佐：明治13年4月30日 - 明治14年1月26日
- 長谷川好道 大佐：明治14年1月26日 - 明治15年3月7日
- 小川又次 中佐：明治15年3月7日 - 明治17年10月28日
- （心得）青山朗 中佐：明治18年6月1日 - 明治20年11月17日（1886.4.23大佐）
- 塩屋方圀 大佐：明治20年11月17日 - 明治21年5月14日（同日、第5師団参謀長）